# Maria Frieden (Worpswede)

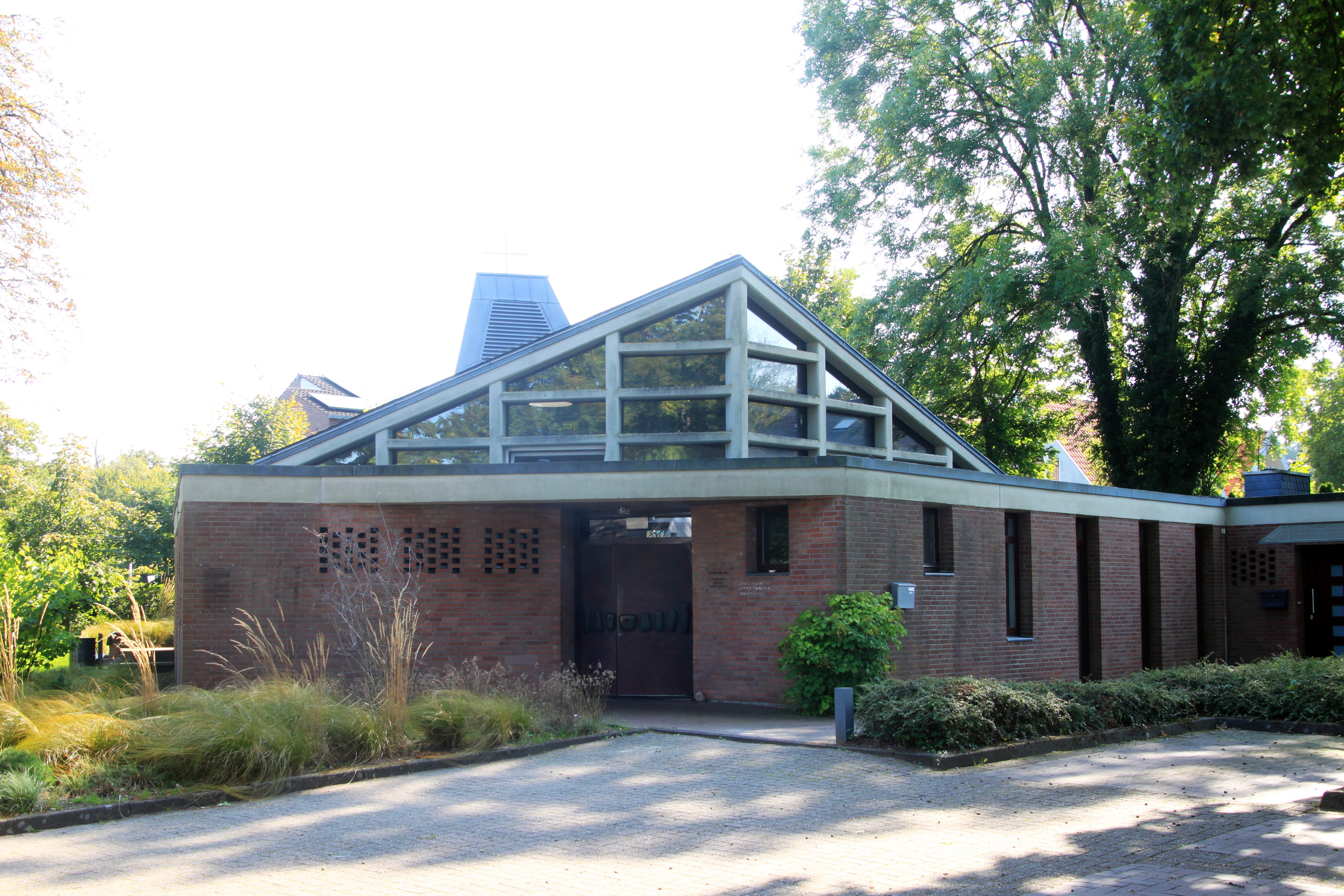
Maria Frieden

Die Kapelle Maria Frieden ist das katholische Gotteshaus in Worpswede, einer durch die Künstlerkolonie Worpswede bekannten Gemeinde im Landkreis Osterholz in Niedersachsen. Sie gehört zur Pfarrgemeinde Heilige Familie mit Sitz in Osterholz-Scharmbeck im Dekanat Bremen-Nord des Bistums Hildesheim. Die Kapelle ist nach dem Marientitel Königin des Friedens benannt und befindet sich in der Hembergstraße 22.

## Geschichte
1946 wurde im seit der Reformation überwiegend evangelisch-lutherischen Worpswede eine Pfarrvikarie gegründet. Ihre Gottesdienste fanden in Grasberg, Lilienthal und Worpswede statt. Nachdem 1961 die Kirche Guter Hirt in Lilienthal eingeweiht worden war, wurde Lilienthal das Zentrum der Kirchengemeinde.
In Worpswede fanden die katholischen Gottesdienste anfangs in der evangelischen Zionskirche statt, bis die katholische Gemeinde Anfang der 1960er Jahre das Haus Nr. 38 erwarb, ein Wohnhaus, in dem sie eine Kapelle einrichtete.
1974 wurde das Haus mit der Kapelle abgerissen. Am 24. August 1974 legte Generalvikar Adalbert Sendker (1912–1993) den Grundstein für die heutige Kapelle, die am 13. September 1975 durch Weihbischof Heinrich Pachowiak geweiht wurde.
2008 wurde vor der Kapelle ein Torbogen errichtet, um gegen die damals geplante Schließung der Kapelle zu protestieren. Seit 2010 unterstützt der Förderverein Maria Frieden Worpswede e.V. den Erhalt der Kapelle. Seit September 2012 gehört die Kapelle zur Pfarrgemeinde Heilige Familie in Osterholz-Scharmbeck. Zuvor gehörte sie zur 1962 eingerichteten Kirchengemeinde Guter Hirt in Lilienthal, die 2012 der Pfarrgemeinde Heilige Familie in Osterholz-Scharmbeck angeschlossen wurde.

## Architektur und Ausstattung
Die in rund 23 Meter Höhe über dem Meeresspiegel gelegene Kapelle wurde nach Entwürfen von Ulrich Conrad (Worpswede) und Gerding (Osterholz-Scharmbeck) errichtet. Die 2017 vor der Kapelle aufgestellte Pietà ist ein Werk von Waldemar Otto.
Ein Hängekreuz ist im Altarraum platziert, vor einer Pietà können Opferkerzen aufgestellt werden. Ihre Orgel wurde von Emil Hammer Orgelbau als Hausorgel (Hannover) erbaut, kam später in die St.-Ansgar-Kirche (Hemmoor), und wurde inzwischen von G. Christian Lobback überarbeitet.